# Eleições autárquicas de 2017 em Leiria
As eleições autárquicas de 2017 serviram para eleger os membros dos órgãos do poder local no concelho de Leiria.
Raul Castro, presidente da câmara pelo Partido Socialista desde 2009, foi novamente reeleito com uma ampla maioria ao obter 54,5% dos votos e 8 vereadores. Além da maioria na câmara, o PS obteve a maioria absoluta na assembleia municipal e a maioria das juntas de freguesia.
O Partido Social Democrata, coligado com o Partido da Terra, obteve um mau resultado, ao ficar-se pelos 27,0% dos votos e, inclusivamente, perdendo 1 vereador em relação a 2013, ficando-se pelos 3 vereadores.
Por fim, apesar da subida nos votos, o CDS - Partido Popular falhou a recuperação de um vereador, bem como, o Bloco de Esquerda e a Coligação Democrática Unitária.

## Listas e Candidatos
| Lista | Lista                          | Candidato           |
| ----- | ------------------------------ | ------------------- |
|       | Partido Socialista             | Raul Castro         |
|       | PSD-MPT                        | Fernando Costa      |
|       | CDS – Partido Popular          | Sérgio Duro         |
|       | Bloco de Esquerda              | Andrzej Kowalski    |
|       | Coligação Democrática Unitária | Anabela Baptista    |
|       | Pessoas–Animais–Natureza       | Daniela de Sousa    |
|       | Partido Nacional Renovador     | João Pais do Amaral |

## Resultados Oficiais
Os resultados para os diferentes órgãos do poder local no concelho de Leiria foram os seguintes:

## Mapa

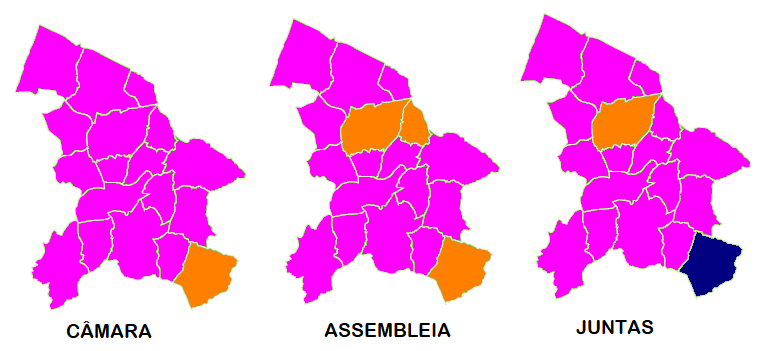
Partido mais votado por Freguesia

### Câmara Municipal
| Partido                 | Partido                        | Votos   | %               | +/-  | Vereadores | +/-     |
| ----------------------- | ------------------------------ | ------- | --------------- | ---- | ---------- | ------- |
|                         | Partido Socialista             | 33 782  | 54,46 / 100,00  | 4,76 | 8 / 11     | 1       |
|                         | PSD-MPT                        | 16 724  | 26,96 / 100,00  | -    | 3 / 11     | -       |
|                         | CDS – Partido Popular          | 3 119   | 5,03 / 100,00   | 0,36 | 0 / 11     | Estável |
|                         | Bloco de Esquerda              | 1 689   | 2,72 / 100,00   | 0,58 | 0 / 11     | Estável |
|                         | Coligação Democrática Unitária | 1 488   | 2,40 / 100,00   | 2,02 | 0 / 11     | Estável |
|                         | Pessoas–Animais–Natureza       | 1 359   | 2,19 / 100,00   | -    | 0 / 11     | -       |
|                         | Partido Nacional Renovador     | 207     | 0,33 / 100,00   | -    | 0 / 11     | -       |
| Votos Inválidos         | Votos Inválidos                | 3 658   | 5,90 / 100,00   | 7,56 |            |         |
| Total                   | Total                          | 62 026  | 100,00 / 100,00 |      | 11 / 11    |         |
| Eleitorado/Participação | Eleitorado/Participação        | 113 592 | 54,60 / 100,00  | 4,76 |            |         |

### Assembleia Municipal
| Partido                 | Partido                        | Votos   | %               | +/-  | Deputados | +/-     |
| ----------------------- | ------------------------------ | ------- | --------------- | ---- | --------- | ------- |
|                         | Partido Socialista             | 29 238  | 47,14 / 100,00  | 7,72 | 17 / 33   | 1       |
|                         | PSD-MPT                        | 17 868  | 28,81 / 100,00  | -    | 11 / 33   | -       |
|                         | CDS – Partido Popular          | 4 307   | 6,94 / 100,00   | 1,43 | 2 / 33    | Estável |
|                         | Bloco de Esquerda              | 2 471   | 3,98 / 100,00   | 0,75 | 1 / 33    | Estável |
|                         | Pessoas–Animais–Natureza       | 1 988   | 3,20 / 100,00   | -    | 1 / 33    | -       |
|                         | Coligação Democrática Unitária | 1 871   | 3,02 / 100,00   | 1,97 | 1 / 33    | 1       |
| Votos Inválidos         | Votos Inválidos                | 4 286   | 6,91 / 100,00   | 7,71 |           |         |
| Total                   | Total                          | 62 029  | 100,00 / 100,00 |      | 33 / 33   |         |
| Eleitorado/Participação | Eleitorado/Participação        | 113 592 | 54,61 / 100,00  | 4,78 |           |         |

### Juntas de Freguesia
| Partido                 | Partido                        | Votos   | %               | +/-  | Presidentes | +/-     | Mandatos  | +/-     |
| ----------------------- | ------------------------------ | ------- | --------------- | ---- | ----------- | ------- | --------- | ------- |
|                         | Partido Socialista             | 31 806  | 51,27 / 100,00  | 8,57 | 16 / 18     | 3       | 116 / 198 | 13      |
|                         | PSD-MPT                        | 12 337  | 19,89 / 100,00  | -    | 1 / 18      | -       | 39 / 198  | -       |
|                         | PSD-CDS                        | 7 116   | 11,47 / 100,00  | -    | 1 / 18      | -       | 34 / 198  | -       |
|                         | CDS – Partido Popular          | 2 893   | 4,66 / 100,00   | 1,34 | 0 / 18      | Estável | 6 / 198   | 3       |
|                         | Coligação Democrática Unitária | 2 002   | 3,23 / 100,00   | 1,43 | 0 / 18      | Estável | 1 / 198   | 4       |
|                         | Bloco de Esquerda              | 1 661   | 2,68 / 100,00   | 0,39 | 0 / 18      | Estável | 2 / 198   | Estável |
| Votos Inválidos         | Votos Inválidos                | 4 222   | 6,80 / 100,00   | 5,66 |             |         |           |         |
| Total                   | Total                          | 62 037  | 100,00 / 100,00 |      | 18 / 18     |         | 198 / 198 | 4       |
| Eleitorado/Participação | Eleitorado/Participação        | 113 592 | 54,61 / 100,00  | 4,77 |             |         |           |         |

## Resultados por Freguesia

### Câmara Municipal
| Freguesia                         | %     | %        | %    | %    | %    | %    | %    | Votantes |
| Freguesia                         | PS    | PSD -MPT | CDS  | BE   | CDU  | PAN  | PNR  | Votantes |
| --------------------------------- | ----- | -------- | ---- | ---- | ---- | ---- | ---- | -------- |
| Amor                              | 53,12 | 26,38    | 6,82 | 2,50 | 3,68 | 2,23 | 0,14 | 2 199    |
| Arrabal                           | 49,08 | 31,98    | 7,63 | 1,65 | 2,23 | 1,78 | 0,25 | 1 573    |
| Bajouca                           | 51,55 | 33,82    | 7,28 | 0,46 | 1,01 | 1,24 | 0,23 | 1 292    |
| Bidoeira de Cima                  | 46,74 | 38,56    | 4,65 | 1,35 | 0,45 | 1,35 | 0,15 | 1 333    |
| Caranguejeira                     | 50,66 | 36,43    | 4,35 | 0,78 | 0,61 | 1,64 | 0,07 | 2 805    |
| Coimbrão                          | 52,31 | 27,96    | 5,98 | 2,37 | 2,93 | 2,03 | 0,00 | 887      |
| Colmeias e Memória                | 48,74 | 37,51    | 4,40 | 1,08 | 0,84 | 2,29 | 0,33 | 2 138    |
| Leiria, Pousos, Barreira e Cortes | 58,78 | 22,06    | 3,82 | 4,00 | 3,01 | 2,59 | 0,34 | 14 903   |
| Maceira                           | 58,96 | 22,56    | 4,09 | 2,82 | 2,80 | 2,41 | 0,43 | 4 890    |
| Marrazes e Barosa                 | 57,23 | 21,50    | 3,58 | 4,42 | 4,03 | 2,71 | 0,55 | 9 482    |
| Milagres                          | 60,53 | 21,92    | 7,45 | 1,11 | 0,80 | 1,05 | 0,31 | 1 624    |
| Monte Real e Carvide              | 53,58 | 25,54    | 6,43 | 2,38 | 1,91 | 2,54 | 0,50 | 2 988    |
| Monte Redondo e Carreira          | 50,02 | 31,50    | 5,71 | 1,63 | 2,38 | 1,43 | 0,31 | 2 943    |
| Parceiros e Azoia                 | 61,18 | 20,45    | 3,84 | 3,08 | 2,66 | 2,44 | 0,36 | 3 570    |
| Regueira de Pontes                | 61,66 | 19,59    | 6,02 | 1,53 | 1,70 | 1,78 | 0,25 | 1 179    |
| Santa Catarina da Serra e Chainça | 32,30 | 48,33    | 9,36 | 0,89 | 0,85 | 1,54 | 0,24 | 2 926    |
| Santa Eufémia e Boa Vista         | 55,01 | 27,87    | 7,29 | 1,68 | 1,18 | 1,27 | 0,14 | 2 207    |
| Souto da Carpalhosa e Ortigosa    | 46,32 | 37,35    | 6,22 | 1,20 | 0,62 | 1,88 | 0,26 | 3 087    |
| Leiria                            | 54,46 | 26,96    | 5,03 | 2,72 | 2,40 | 2,19 | 0,33 | 62 026   |

#### Amor
| Partido                 | Partido                        | Votos | %               | +/-  |
| ----------------------- | ------------------------------ | ----- | --------------- | ---- |
|                         | Partido Socialista             | 1 168 | 53,12 / 100,00  | 8,79 |
|                         | PSD-MPT                        | 580   | 26,38 / 100,00  | -    |
|                         | CDS – Partido Popular          | 150   | 6,82 / 100,00   | 0,24 |
|                         | Coligação Democrática Unitária | 81    | 3,68 / 100,00   | 2,95 |
|                         | Bloco de Esquerda              | 55    | 2,50 / 100,00   | 0,56 |
|                         | Pessoas–Animais–Natureza       | 49    | 2,23 / 100,00   | -    |
|                         | Partido Nacional Renovador     | 3     | 0,14 / 100,00   | -    |
| Votos Inválidos         | Votos Inválidos                | 113   | 5,14 / 100,00   | 6,70 |
| Total                   | Total                          | 2 199 | 100,00 / 100,00 |      |
| Eleitorado/Participação | Eleitorado/Participação        | 4 066 | 54,08 / 100,00  | 3,28 |

#### Arrabal
| Partido                 | Partido                        | Votos | %               | +/-  |
| ----------------------- | ------------------------------ | ----- | --------------- | ---- |
|                         | Partido Socialista             | 772   | 49,08 / 100,00  | 5,67 |
|                         | PSD-MPT                        | 503   | 31,98 / 100,00  | -    |
|                         | CDS – Partido Popular          | 120   | 7,63 / 100,00   | 1,92 |
|                         | Coligação Democrática Unitária | 35    | 2,23 / 100,00   | 3,34 |
|                         | Pessoas–Animais–Natureza       | 28    | 1,78 / 100,00   | -    |
|                         | Bloco de Esquerda              | 26    | 1,65 / 100,00   | 0,30 |
|                         | Partido Nacional Renovador     | 4     | 0,25 / 100,00   | -    |
| Votos Inválidos         | Votos Inválidos                | 85    | 5,41 / 100,00   | 6,93 |
| Total                   | Total                          | 1 573 | 100,00 / 100,00 |      |
| Eleitorado/Participação | Eleitorado/Participação        | 2 453 | 64,13 / 100,00  | 7,32 |

#### Bajouca
| Partido                 | Partido                        | Votos | %               | +/-   |
| ----------------------- | ------------------------------ | ----- | --------------- | ----- |
|                         | Partido Socialista             | 666   | 51,55 / 100,00  | 20,77 |
|                         | PSD-MPT                        | 437   | 33,82 / 100,00  | -     |
|                         | CDS – Partido Popular          | 94    | 7,28 / 100,00   | 0,38  |
|                         | Pessoas–Animais–Natureza       | 16    | 1,24 / 100,00   | -     |
|                         | Coligação Democrática Unitária | 13    | 1,01 / 100,00   | 0,06  |
|                         | Bloco de Esquerda              | 6     | 0,46 / 100,00   | 0,64  |
|                         | Partido Nacional Renovador     | 3     | 0,23 / 100,00   | -     |
| Votos Inválidos         | Votos Inválidos                | 57    | 4,41 / 100,00   | 6,96  |
| Total                   | Total                          | 1 292 | 100,00 / 100,00 |       |
| Eleitorado/Participação | Eleitorado/Participação        | 1 836 | 70,37 / 100,00  | 5,03  |

#### Bidoeira de Cima
| Partido                 | Partido                        | Votos | %               | +/-  |
| ----------------------- | ------------------------------ | ----- | --------------- | ---- |
|                         | Partido Socialista             | 623   | 46,74 / 100,00  | 2,14 |
|                         | PSD-MPT                        | 514   | 38,56 / 100,00  | -    |
|                         | CDS – Partido Popular          | 62    | 4,65 / 100,00   | 1,85 |
|                         | Bloco de Esquerda              | 18    | 1,35 / 100,00   | 0,01 |
|                         | Pessoas–Animais–Natureza       | 18    | 1,35 / 100,00   | -    |
|                         | Coligação Democrática Unitária | 6     | 0,45 / 100,00   | 0,35 |
|                         | Partido Nacional Renovador     | 2     | 0,15 / 100,00   | -    |
| Votos Inválidos         | Votos Inválidos                | 90    | 6,76 / 100,00   | 5,01 |
| Total                   | Total                          | 1 333 | 100,00 / 100,00 |      |
| Eleitorado/Participação | Eleitorado/Participação        | 2 095 | 63,63 / 100,00  | 5,53 |

#### Caranguejeira
| Partido                 | Partido                        | Votos | %               | +/-  |
| ----------------------- | ------------------------------ | ----- | --------------- | ---- |
|                         | Partido Socialista             | 1 421 | 50,66 / 100,00  | 4,97 |
|                         | PSD-MPT                        | 1 022 | 36,43 / 100,00  | -    |
|                         | CDS – Partido Popular          | 122   | 4,35 / 100,00   | 2,16 |
|                         | Pessoas–Animais–Natureza       | 46    | 1,64 / 100,00   | -    |
|                         | Bloco de Esquerda              | 22    | 0,78 / 100,00   | 0,51 |
|                         | Coligação Democrática Unitária | 17    | 0,61 / 100,00   | 1,04 |
|                         | Partido Nacional Renovador     | 2     | 0,07 / 100,00   | -    |
| Votos Inválidos         | Votos Inválidos                | 153   | 5,46 / 100,00   | 7,78 |
| Total                   | Total                          | 2 805 | 100,00 / 100,00 |      |
| Eleitorado/Participação | Eleitorado/Participação        | 4 458 | 62,92 / 100,00  | 6,56 |

#### Coimbrão
| Partido                 | Partido                        | Votos | %               | +/-   |
| ----------------------- | ------------------------------ | ----- | --------------- | ----- |
|                         | Partido Socialista             | 464   | 52,31 / 100,00  | 4,87  |
|                         | PSD-MPT                        | 248   | 27,96 / 100,00  | -     |
|                         | CDS – Partido Popular          | 53    | 5,98 / 100,00   | 1,33  |
|                         | Coligação Democrática Unitária | 26    | 2,93 / 100,00   | 1,12  |
|                         | Bloco de Esquerda              | 21    | 2,37 / 100,00   | 0,01  |
|                         | Pessoas–Animais–Natureza       | 18    | 2,03 / 100,00   | -     |
|                         | Partido Nacional Renovador     | 0     | 0,00 / 100,00   | -     |
| Votos Inválidos         | Votos Inválidos                | 57    | 6,42 / 100,00   | 10,03 |
| Total                   | Total                          | 887   | 100,00 / 100,00 |       |
| Eleitorado/Participação | Eleitorado/Participação        | 1 715 | 51,72 / 100,00  | 5,34  |

#### Colmeias e Memória
| Partido                 | Partido                        | Votos | %               | +/-  |
| ----------------------- | ------------------------------ | ----- | --------------- | ---- |
|                         | Partido Socialista             | 1 042 | 48,74 / 100,00  | 0,11 |
|                         | PSD-MPT                        | 802   | 37,51 / 100,00  | -    |
|                         | CDS – Partido Popular          | 94    | 4,40 / 100,00   | 1,14 |
|                         | Pessoas–Animais–Natureza       | 49    | 2,29 / 100,00   | -    |
|                         | Bloco de Esquerda              | 23    | 1,08 / 100,00   | 0,36 |
|                         | Coligação Democrática Unitária | 18    | 0,84 / 100,00   | 1,44 |
|                         | Partido Nacional Renovador     | 7     | 0,33 / 100,00   | -    |
| Votos Inválidos         | Votos Inválidos                | 103   | 4,82 / 100,00   | 4,39 |
| Total                   | Total                          | 2 138 | 100,00 / 100,00 |      |
| Eleitorado/Participação | Eleitorado/Participação        | 4 157 | 51,43 / 100,00  | 4,15 |

#### Leiria, Pousos, Barreira e Cortes
| Partido                 | Partido                        | Votos  | %               | +/-  |
| ----------------------- | ------------------------------ | ------ | --------------- | ---- |
|                         | Partido Socialista             | 8 760  | 58,78 / 100,00  | 8,82 |
|                         | PSD-MPT                        | 3 287  | 22,06 / 100,00  | -    |
|                         | Bloco de Esquerda              | 596    | 4,00 / 100,00   | 0,60 |
|                         | CDS – Partido Popular          | 569    | 3,82 / 100,00   | 0,33 |
|                         | Coligação Democrática Unitária | 448    | 3,01 / 100,00   | 2,36 |
|                         | Pessoas–Animais–Natureza       | 386    | 2,59 / 100,00   | -    |
|                         | Partido Nacional Renovador     | 50     | 0,34 / 100,00   | -    |
| Votos Inválidos         | Votos Inválidos                | 807    | 5,41 / 100,00   | 8,96 |
| Total                   | Total                          | 14 903 | 100,00 / 100,00 |      |
| Eleitorado/Participação | Eleitorado/Participação        | 28 326 | 52,61 / 100,00  | 5,74 |

#### Maceira
| Partido                 | Partido                        | Votos | %               | +/-  |
| ----------------------- | ------------------------------ | ----- | --------------- | ---- |
|                         | Partido Socialista             | 2 883 | 58,96 / 100,00  | 5,72 |
|                         | PSD-MPT                        | 1 103 | 22,56 / 100,00  | -    |
|                         | CDS – Partido Popular          | 200   | 4,09 / 100,00   | 0,14 |
|                         | Bloco de Esquerda              | 138   | 2,82 / 100,00   | 0,49 |
|                         | Coligação Democrática Unitária | 137   | 2,80 / 100,00   | 1,94 |
|                         | Pessoas–Animais–Natureza       | 118   | 2,41 / 100,00   | -    |
|                         | Partido Nacional Renovador     | 21    | 0,43 / 100,00   | -    |
| Votos Inválidos         | Votos Inválidos                | 290   | 5,93 / 100,00   | 5,54 |
| Total                   | Total                          | 4 890 | 100,00 / 100,00 |      |
| Eleitorado/Participação | Eleitorado/Participação        | 8 538 | 57,27 / 100,00  | 5,51 |

#### Marrazes e Barrosa
| Partido                 | Partido                        | Votos  | %               | +/-   |
| ----------------------- | ------------------------------ | ------ | --------------- | ----- |
|                         | Partido Socialista             | 5 427  | 57,23 / 100,00  | 10,08 |
|                         | PSD-MPT                        | 2 039  | 21,50 / 100,00  | -     |
|                         | Bloco de Esquerda              | 419    | 4,42 / 100,00   | 0,52  |
|                         | Coligação Democrática Unitária | 382    | 4,03 / 100,00   | 3,75  |
|                         | CDS – Partido Popular          | 339    | 3,58 / 100,00   | 1,31  |
|                         | Pessoas–Animais–Natureza       | 257    | 2,71 / 100,00   | -     |
|                         | Partido Nacional Renovador     | 52     | 0,55 / 100,00   | -     |
| Votos Inválidos         | Votos Inválidos                | 567    | 5,98 / 100,00   | 9,31  |
| Total                   | Total                          | 9 482  | 100,00 / 100,00 |       |
| Eleitorado/Participação | Eleitorado/Participação        | 21 521 | 44,06 / 100,00  | 4,36  |

#### Milagres
| Partido                 | Partido                        | Votos | %               | +/-   |
| ----------------------- | ------------------------------ | ----- | --------------- | ----- |
|                         | Partido Socialista             | 983   | 60,53 / 100,00  | 23,74 |
|                         | PSD-MPT                        | 356   | 21,92 / 100,00  | -     |
|                         | CDS – Partido Popular          | 121   | 7,45 / 100,00   | 5,09  |
|                         | Bloco de Esquerda              | 18    | 1,11 / 100,00   | 1,40  |
|                         | Pessoas–Animais–Natureza       | 17    | 1,05 / 100,00   | -     |
|                         | Coligação Democrática Unitária | 13    | 0,80 / 100,00   | 2,06  |
|                         | Partido Nacional Renovador     | 5     | 0,31 / 100,00   | -     |
| Votos Inválidos         | Votos Inválidos                | 111   | 6,83 / 100,00   | 7,20  |
| Total                   | Total                          | 1 624 | 100,00 / 100,00 |       |
| Eleitorado/Participação | Eleitorado/Participação        | 2 847 | 57,04 / 100,00  | 9,99  |

#### Monte Real e Carvide
| Partido                 | Partido                        | Votos | %               | +/-  |
| ----------------------- | ------------------------------ | ----- | --------------- | ---- |
|                         | Partido Socialista             | 1 601 | 53,58 / 100,00  | 7,03 |
|                         | PSD-MPT                        | 763   | 25,54 / 100,00  | -    |
|                         | CDS – Partido Popular          | 192   | 6,43 / 100,00   | 2,06 |
|                         | Pessoas–Animais–Natureza       | 76    | 2,54 / 100,00   | -    |
|                         | Bloco de Esquerda              | 71    | 2,38 / 100,00   | 2,03 |
|                         | Coligação Democrática Unitária | 57    | 1,91 / 100,00   | 2,39 |
|                         | Partido Nacional Renovador     | 15    | 0,50 / 100,00   | -    |
| Votos Inválidos         | Votos Inválidos                | 213   | 7,13 / 100,00   | 8,25 |
| Total                   | Total                          | 2 988 | 100,00 / 100,00 |      |
| Eleitorado/Participação | Eleitorado/Participação        | 5 101 | 58,58 / 100,00  | 7,18 |

#### Monte Redondo e Carreira
| Partido                 | Partido                        | Votos | %               | +/-  |
| ----------------------- | ------------------------------ | ----- | --------------- | ---- |
|                         | Partido Socialista             | 1 472 | 50,02 / 100,00  | 6,01 |
|                         | PSD-MPT                        | 927   | 31,50 / 100,00  | -    |
|                         | CDS – Partido Popular          | 168   | 5,71 / 100,00   | 0,37 |
|                         | Coligação Democrática Unitária | 70    | 2,38 / 100,00   | 2,35 |
|                         | Bloco de Esquerda              | 48    | 1,63 / 100,00   | 0,20 |
|                         | Pessoas–Animais–Natureza       | 42    | 1,43 / 100,00   | -    |
|                         | Partido Nacional Renovador     | 9     | 0,31 / 100,00   | -    |
| Votos Inválidos         | Votos Inválidos                | 207   | 7,03 / 100,00   | 7,19 |
| Total                   | Total                          | 2 943 | 100,00 / 100,00 |      |
| Eleitorado/Participação | Eleitorado/Participação        | 4 936 | 59,62 / 100,00  | 3,87 |

#### Parceiros e Azoia
| Partido                 | Partido                        | Votos | %               | +/-  |
| ----------------------- | ------------------------------ | ----- | --------------- | ---- |
|                         | Partido Socialista             | 2 184 | 61,18 / 100,00  | 9,14 |
|                         | PSD-MPT                        | 730   | 20,45 / 100,00  | -    |
|                         | CDS – Partido Popular          | 137   | 3,84 / 100,00   | 0,36 |
|                         | Bloco de Esquerda              | 110   | 3,08 / 100,00   | 0,88 |
|                         | Coligação Democrática Unitária | 95    | 2,66 / 100,00   | 1,54 |
|                         | Pessoas–Animais–Natureza       | 87    | 2,44 / 100,00   | -    |
|                         | Partido Nacional Renovador     | 13    | 0,36 / 100,00   | -    |
| Votos Inválidos         | Votos Inválidos                | 214   | 5,99 / 100,00   | 6,25 |
| Total                   | Total                          | 3 570 | 100,00 / 100,00 |      |
| Eleitorado/Participação | Eleitorado/Participação        | 6 208 | 57,51 / 100,00  | 3,27 |

#### Regueira de Pontes
| Partido                 | Partido                        | Votos | %               | +/-  |
| ----------------------- | ------------------------------ | ----- | --------------- | ---- |
|                         | Partido Socialista             | 727   | 61,66 / 100,00  | 0,83 |
|                         | PSD-MPT                        | 231   | 19,59 / 100,00  | -    |
|                         | CDS – Partido Popular          | 71    | 6,02 / 100,00   | 2,81 |
|                         | Pessoas–Animais–Natureza       | 21    | 1,78 / 100,00   | -    |
|                         | Coligação Democrática Unitária | 20    | 1,70 / 100,00   | 1,68 |
|                         | Bloco de Esquerda              | 18    | 1,53 / 100,00   | 0,59 |
|                         | Partido Nacional Renovador     | 3     | 0,25 / 100,00   | -    |
| Votos Inválidos         | Votos Inválidos                | 88    | 7,46 / 100,00   | 4,22 |
| Total                   | Total                          | 1 179 | 100,00 / 100,00 |      |
| Eleitorado/Participação | Eleitorado/Participação        | 1 895 | 62,22 / 100,00  | 1,67 |

#### Santa Catarina da Serra e Chainça
| Partido                 | Partido                        | Votos | %               | +/-  |
| ----------------------- | ------------------------------ | ----- | --------------- | ---- |
|                         | PSD-MPT                        | 1 414 | 48,33 / 100,00  | -    |
|                         | Partido Socialista             | 945   | 32,30 / 100,00  | 0,23 |
|                         | CDS – Partido Popular          | 274   | 9,36 / 100,00   | 4,74 |
|                         | Pessoas–Animais–Natureza       | 45    | 1,54 / 100,00   | -    |
|                         | Bloco de Esquerda              | 26    | 0,89 / 100,00   | 0,49 |
|                         | Coligação Democrática Unitária | 25    | 0,85 / 100,00   | 0,53 |
|                         | Partido Nacional Renovador     | 7     | 0,24 / 100,00   | -    |
| Votos Inválidos         | Votos Inválidos                | 190   | 6,49 / 100,00   | 5,48 |
| Total                   | Total                          | 2 926 | 100,00 / 100,00 |      |
| Eleitorado/Participação | Eleitorado/Participação        | 4 358 | 67,14 / 100,00  | 3,97 |

#### Santa Eufémia e Boa Vista
| Partido                 | Partido                        | Votos | %               | +/-  |
| ----------------------- | ------------------------------ | ----- | --------------- | ---- |
|                         | Partido Socialista             | 1 214 | 55,01 / 100,00  | 8,43 |
|                         | PSD-MPT                        | 615   | 27,87 / 100,00  | -    |
|                         | CDS – Partido Popular          | 161   | 7,29 / 100,00   | 2,37 |
|                         | Bloco de Esquerda              | 37    | 1,68 / 100,00   | 0,82 |
|                         | Pessoas–Animais–Natureza       | 28    | 1,27 / 100,00   | -    |
|                         | Coligação Democrática Unitária | 26    | 1,18 / 100,00   | 0,25 |
|                         | Partido Nacional Renovador     | 3     | 0,14 / 100,00   | -    |
| Votos Inválidos         | Votos Inválidos                | 123   | 5,57 / 100,00   | 7,26 |
| Total                   | Total                          | 2 207 | 100,00 / 100,00 |      |
| Eleitorado/Participação | Eleitorado/Participação        | 3 836 | 57,53 / 100,00  | 1,42 |

#### Souto da Carpalhosa e Ortigosa
| Partido                 | Partido                        | Votos | %               | +/-  |
| ----------------------- | ------------------------------ | ----- | --------------- | ---- |
|                         | Partido Socialista             | 1 430 | 46,32 / 100,00  | 8,99 |
|                         | PSD-MPT                        | 1 153 | 37,35 / 100,00  | -    |
|                         | CDS – Partido Popular          | 192   | 6,22 / 100,00   | 1,06 |
|                         | Pessoas–Animais–Natureza       | 58    | 1,88 / 100,00   | -    |
|                         | Bloco de Esquerda              | 37    | 1,20 / 100,00   | 0,98 |
|                         | Coligação Democrática Unitária | 19    | 0,62 / 100,00   | 1,33 |
|                         | Partido Nacional Renovador     | 8     | 0,26 / 100,00   | -    |
| Votos Inválidos         | Votos Inválidos                | 190   | 6,15 / 100,00   | 8,28 |
| Total                   | Total                          | 3 087 | 100,00 / 100,00 |      |
| Eleitorado/Participação | Eleitorado/Participação        | 5 246 | 58,84 / 100,00  | 3,64 |

### Assembleia Municipal
| Freguesia                         | %     | %        | %     | %    | %    | %    | Votantes |
| Freguesia                         | PS    | PSD -MPT | CDS   | BE   | PAN  | CDU  | Votantes |
| --------------------------------- | ----- | -------- | ----- | ---- | ---- | ---- | -------- |
| Amor                              | 43,29 | 32,29    | 7,23  | 3,41 | 3,41 | 4,23 | 2 199    |
| Arrabal                           | 44,25 | 32,36    | 8,90  | 2,61 | 2,54 | 3,18 | 1 573    |
| Bajouca                           | 43,81 | 35,84    | 10,76 | 0,85 | 2,48 | 1,16 | 1 292    |
| Bidoeira de Cima                  | 38,63 | 43,66    | 5,25  | 2,03 | 1,80 | 0,60 | 1 333    |
| Caranguejeira                     | 45,67 | 38,47    | 5,28  | 1,43 | 2,28 | 0,78 | 2 805    |
| Coimbrão                          | 49,83 | 27,73    | 6,31  | 2,37 | 3,04 | 3,49 | 887      |
| Colmeias e Memória                | 46,12 | 37,89    | 5,38  | 1,36 | 2,71 | 1,03 | 2 138    |
| Leiria, Pousos, Barreira e Cortes | 50,02 | 23,92    | 6,31  | 5,88 | 3,90 | 3,68 | 14 903   |
| Maceira                           | 55,17 | 22,36    | 5,44  | 3,92 | 3,15 | 3,48 | 4 892    |
| Marrazes e Barosa                 | 47,01 | 23,90    | 5,96  | 6,15 | 4,38 | 5,18 | 9 483    |
| Milagres                          | 54,99 | 23,65    | 8,07  | 2,09 | 2,03 | 1,05 | 1 624    |
| Monte Real e Carvide              | 47,72 | 25,00    | 9,71  | 3,11 | 3,28 | 2,64 | 2 988    |
| Monte Redondo e Carreira          | 46,42 | 32,38    | 6,46  | 2,07 | 2,14 | 3,09 | 2 943    |
| Parceiros e Azoia                 | 52,58 | 23,17    | 5,15  | 5,49 | 3,11 | 3,33 | 3 570    |
| Regueira de Pontes                | 55,64 | 19,59    | 8,91  | 2,88 | 2,80 | 1,95 | 1 179    |
| Santa Catarina da Serra e Chainça | 25,02 | 51,88    | 11,62 | 1,44 | 1,98 | 1,03 | 2 926    |
| Santa Eufémia e Boa Vista         | 48,48 | 29,23    | 9,06  | 2,72 | 1,72 | 1,45 | 2 207    |
| Souto da Carpalhosa e Ortigosa    | 37,84 | 40,14    | 8,68  | 1,78 | 2,72 | 0,94 | 3 087    |
| Leiria                            | 47,14 | 28,81    | 6,94  | 3,98 | 3,20 | 3,02 | 62 029   |

#### Amor
| Partido                 | Partido                        | Votos | %               | +/-  |
| ----------------------- | ------------------------------ | ----- | --------------- | ---- |
|                         | Partido Socialista             | 952   | 43,29 / 100,00  | 5,21 |
|                         | PSD-MPT                        | 710   | 32,29 / 100,00  | -    |
|                         | CDS – Partido Popular          | 159   | 7,23 / 100,00   | 0,62 |
|                         | Coligação Democrática Unitária | 93    | 4,23 / 100,00   | 3,01 |
|                         | Bloco de Esquerda              | 75    | 3,41 / 100,00   | 1,15 |
|                         | Pessoas–Animais–Natureza       | 75    | 3,41 / 100,00   | -    |
| Votos Inválidos         | Votos Inválidos                | 135   | 6,14 / 100,00   | 6,08 |
| Total                   | Total                          | 2 199 | 100,00 / 100,00 |      |
| Eleitorado/Participação | Eleitorado/Participação        | 4 066 | 54,08 / 100,00  | 3,28 |

#### Arrabal
| Partido                 | Partido                        | Votos | %               | +/-  |
| ----------------------- | ------------------------------ | ----- | --------------- | ---- |
|                         | Partido Socialista             | 696   | 44,25 / 100,00  | 7,46 |
|                         | PSD-MPT                        | 509   | 32,36 / 100,00  | -    |
|                         | CDS – Partido Popular          | 140   | 8,90 / 100,00   | 2,04 |
|                         | Coligação Democrática Unitária | 50    | 3,18 / 100,00   | 2,12 |
|                         | Bloco de Esquerda              | 41    | 2,61 / 100,00   | 0,39 |
|                         | Pessoas–Animais–Natureza       | 40    | 2,54 / 100,00   | -    |
| Votos Inválidos         | Votos Inválidos                | 87    | 6,17 / 100,00   | 8,12 |
| Total                   | Total                          | 1 573 | 100,00 / 100,00 |      |
| Eleitorado/Participação | Eleitorado/Participação        | 2 453 | 64,13 / 100,00  | 7,32 |

#### Bajouca
| Partido                 | Partido                        | Votos | %               | +/-   |
| ----------------------- | ------------------------------ | ----- | --------------- | ----- |
|                         | Partido Socialista             | 566   | 43,81 / 100,00  | 20,05 |
|                         | PSD-MPT                        | 463   | 35,84 / 100,00  | -     |
|                         | CDS – Partido Popular          | 139   | 10,76 / 100,00  | 0,97  |
|                         | Pessoas–Animais–Natureza       | 32    | 2,48 / 100,00   | -     |
|                         | Coligação Democrática Unitária | 15    | 1,16 / 100,00   | 0,09  |
|                         | Bloco de Esquerda              | 11    | 0,85 / 100,00   | 1,12  |
| Votos Inválidos         | Votos Inválidos                | 66    | 5,11 / 100,00   | 6,88  |
| Total                   | Total                          | 1 292 | 100,00 / 100,00 |       |
| Eleitorado/Participação | Eleitorado/Participação        | 1 836 | 70,37 / 100,00  | 5,03  |

#### Bidoeira de Cima
| Partido                 | Partido                        | Votos | %               | +/-  |
| ----------------------- | ------------------------------ | ----- | --------------- | ---- |
|                         | PSD-MPT                        | 582   | 43,66 / 100,00  | -    |
|                         | Partido Socialista             | 515   | 38,63 / 100,00  | 0,34 |
|                         | CDS – Partido Popular          | 70    | 5,25 / 100,00   | 2,13 |
|                         | Bloco de Esquerda              | 27    | 2,03 / 100,00   | 0,75 |
|                         | Pessoas–Animais–Natureza       | 24    | 1,80 / 100,00   | -    |
|                         | Coligação Democrática Unitária | 8     | 0,60 / 100,00   | 0,20 |
| Votos Inválidos         | Votos Inválidos                | 107   | 8,03 / 100,00   | 5,24 |
| Total                   | Total                          | 1 333 | 100,00 / 100,00 |      |
| Eleitorado/Participação | Eleitorado/Participação        | 2 095 | 63,63 / 100,00  | 5,53 |

#### Caranguejeira
| Partido                 | Partido                        | Votos | %               | +/-  |
| ----------------------- | ------------------------------ | ----- | --------------- | ---- |
|                         | Partido Socialista             | 1 281 | 45,67 / 100,00  | 5,94 |
|                         | PSD-MPT                        | 1 079 | 38,47 / 100,00  | -    |
|                         | CDS – Partido Popular          | 148   | 5,28 / 100,00   | 2,22 |
|                         | Pessoas–Animais–Natureza       | 64    | 2,28 / 100,00   | -    |
|                         | Bloco de Esquerda              | 40    | 1,43 / 100,00   | 0,92 |
|                         | Coligação Democrática Unitária | 22    | 0,78 / 100,00   | 0,63 |
| Votos Inválidos         | Votos Inválidos                | 171   | 6,10 / 100,00   | 8,28 |
| Total                   | Total                          | 2 805 | 100,00 / 100,00 |      |
| Eleitorado/Participação | Eleitorado/Participação        | 4 458 | 62,92 / 100,00  | 6,56 |

#### Coimbrão
| Partido                 | Partido                        | Votos | %               | +/-   |
| ----------------------- | ------------------------------ | ----- | --------------- | ----- |
|                         | Partido Socialista             | 442   | 49,83 / 100,00  | 6,80  |
|                         | PSD-MPT                        | 246   | 27,73 / 100,00  | -     |
|                         | CDS – Partido Popular          | 56    | 6,31 / 100,00   | 1,66  |
|                         | Coligação Democrática Unitária | 31    | 3,49 / 100,00   | 1,40  |
|                         | Pessoas–Animais–Natureza       | 27    | 3,04 / 100,00   | -     |
|                         | Bloco de Esquerda              | 21    | 2,37 / 100,00   | 0,37  |
| Votos Inválidos         | Votos Inválidos                | 64    | 7,21 / 100,00   | 10,79 |
| Total                   | Total                          | 887   | 100,00 / 100,00 |       |
| Eleitorado/Participação | Eleitorado/Participação        | 1 715 | 51,72 / 100,00  | 5,34  |

#### Colmeias e Memória
| Partido                 | Partido                        | Votos | %               | +/-  |
| ----------------------- | ------------------------------ | ----- | --------------- | ---- |
|                         | Partido Socialista             | 986   | 46,12 / 100,00  | 2,37 |
|                         | PSD-MPT                        | 810   | 37,89 / 100,00  | -    |
|                         | CDS – Partido Popular          | 115   | 5,38 / 100,00   | 1,21 |
|                         | Pessoas–Animais–Natureza       | 58    | 2,71 / 100,00   | -    |
|                         | Bloco de Esquerda              | 29    | 1,36 / 100,00   | 0,35 |
|                         | Coligação Democrática Unitária | 22    | 1,03 / 100,00   | 1,70 |
| Votos Inválidos         | Votos Inválidos                | 118   | 5,52 / 100,00   | 4,76 |
| Total                   | Total                          | 2 138 | 100,00 / 100,00 |      |
| Eleitorado/Participação | Eleitorado/Participação        | 4 157 | 51,43 / 100,00  | 3,91 |

#### Leiria, Pousos, Barreira e Cortes
| Partido                 | Partido                        | Votos  | %               | +/-  |
| ----------------------- | ------------------------------ | ------ | --------------- | ---- |
|                         | Partido Socialista             | 7 455  | 50,02 / 100,00  | 7,42 |
|                         | PSD-MPT                        | 3 565  | 23,92 / 100,00  | -    |
|                         | CDS – Partido Popular          | 941    | 6,31 / 100,00   | 1,61 |
|                         | Bloco de Esquerda              | 877    | 5,88 / 100,00   | 1,01 |
|                         | Pessoas–Animais–Natureza       | 581    | 3,90 / 100,00   | -    |
|                         | Coligação Democrática Unitária | 549    | 3,68 / 100,00   | 2,50 |
| Votos Inválidos         | Votos Inválidos                | 935    | 6,27 / 100,00   | 9,09 |
| Total                   | Total                          | 14 903 | 100,00 / 100,00 |      |
| Eleitorado/Participação | Eleitorado/Participação        | 28 326 | 52,61 / 100,00  | 5,72 |

#### Maceira
| Partido                 | Partido                        | Votos | %               | +/-  |
| ----------------------- | ------------------------------ | ----- | --------------- | ---- |
|                         | Partido Socialista             | 2 699 | 55,17 / 100,00  | 8,61 |
|                         | PSD-MPT                        | 1 094 | 22,36 / 100,00  | -    |
|                         | CDS – Partido Popular          | 266   | 5,44 / 100,00   | 0,48 |
|                         | Bloco de Esquerda              | 192   | 3,92 / 100,00   | 0,27 |
|                         | Coligação Democrática Unitária | 170   | 3,48 / 100,00   | 1,97 |
|                         | Pessoas–Animais–Natureza       | 154   | 3,15 / 100,00   | -    |
| Votos Inválidos         | Votos Inválidos                | 317   | 6,48 / 100,00   | 5,74 |
| Total                   | Total                          | 4 892 | 100,00 / 100,00 |      |
| Eleitorado/Participação | Eleitorado/Participação        | 8 538 | 57,30 / 100,00  | 5,54 |

#### Marrazes e Barrosa
| Partido                 | Partido                        | Votos  | %               | +/-  |
| ----------------------- | ------------------------------ | ------ | --------------- | ---- |
|                         | Partido Socialista             | 4 458  | 47,01 / 100,00  | 6,88 |
|                         | PSD-MPT                        | 2 266  | 23,90 / 100,00  | -    |
|                         | Bloco de Esquerda              | 583    | 6,15 / 100,00   | 0,48 |
|                         | CDS – Partido Popular          | 565    | 5,96 / 100,00   | 0,77 |
|                         | Coligação Democrática Unitária | 491    | 5,18 / 100,00   | 3,68 |
|                         | Pessoas–Animais–Natureza       | 415    | 4,38 / 100,00   | -    |
| Votos Inválidos         | Votos Inválidos                | 705    | 7,44 / 100,00   | 9,77 |
| Total                   | Total                          | 9 483  | 100,00 / 100,00 |      |
| Eleitorado/Participação | Eleitorado/Participação        | 21 521 | 44,06 / 100,00  | 4,46 |

#### Milagres
| Partido                 | Partido                        | Votos | %               | +/-   |
| ----------------------- | ------------------------------ | ----- | --------------- | ----- |
|                         | Partido Socialista             | 893   | 54,99 / 100,00  | 32,17 |
|                         | PSD-MPT                        | 384   | 23,65 / 100,00  | -     |
|                         | CDS – Partido Popular          | 131   | 8,07 / 100,00   | 4,92  |
|                         | Bloco de Esquerda              | 34    | 2,09 / 100,00   | 7,57  |
|                         | Pessoas–Animais–Natureza       | 33    | 2,03 / 100,00   | -     |
|                         | Coligação Democrática Unitária | 17    | 1,05 / 100,00   | 1,38  |
| Votos Inválidos         | Votos Inválidos                | 132   | 8,13 / 100,00   | 7,82  |
| Total                   | Total                          | 1 624 | 100,00 / 100,00 |       |
| Eleitorado/Participação | Eleitorado/Participação        | 2 847 | 57,04 / 100,00  | 9,95  |

#### Monte Real e Carvide
| Partido                 | Partido                        | Votos | %               | +/-  |
| ----------------------- | ------------------------------ | ----- | --------------- | ---- |
|                         | Partido Socialista             | 1 426 | 47,72 / 100,00  | 5,39 |
|                         | PSD-MPT                        | 747   | 25,00 / 100,00  | -    |
|                         | CDS – Partido Popular          | 290   | 9,71 / 100,00   | 4,56 |
|                         | Pessoas–Animais–Natureza       | 98    | 3,28 / 100,00   | -    |
|                         | Bloco de Esquerda              | 93    | 3,11 / 100,00   | 1,67 |
|                         | Coligação Democrática Unitária | 79    | 2,64 / 100,00   | 2,55 |
| Votos Inválidos         | Votos Inválidos                | 255   | 8,54 / 100,00   | 8,10 |
| Total                   | Total                          | 2 988 | 100,00 / 100,00 |      |
| Eleitorado/Participação | Eleitorado/Participação        | 5 101 | 58,58 / 100,00  | 7,18 |

#### Monte Redondo e Carreira
| Partido                 | Partido                        | Votos | %               | +/-  |
| ----------------------- | ------------------------------ | ----- | --------------- | ---- |
|                         | Partido Socialista             | 1 366 | 46,42 / 100,00  | 6,28 |
|                         | PSD-MPT                        | 953   | 32,38 / 100,00  | -    |
|                         | CDS – Partido Popular          | 190   | 6,46 / 100,00   | 0,65 |
|                         | Coligação Democrática Unitária | 91    | 3,09 / 100,00   | 2,29 |
|                         | Pessoas–Animais–Natureza       | 63    | 2,14 / 100,00   | -    |
|                         | Bloco de Esquerda              | 61    | 2,07 / 100,00   | 0,45 |
| Votos Inválidos         | Votos Inválidos                | 219   | 7,44 / 100,00   | 7,23 |
| Total                   | Total                          | 2 943 | 100,00 / 100,00 |      |
| Eleitorado/Participação | Eleitorado/Participação        | 4 936 | 59,62 / 100,00  | 3,87 |

#### Parceiros e Azoia
| Partido                 | Partido                        | Votos | %               | +/-   |
| ----------------------- | ------------------------------ | ----- | --------------- | ----- |
|                         | Partido Socialista             | 1 877 | 52,58 / 100,00  | 11,05 |
|                         | PSD-MPT                        | 827   | 23,17 / 100,00  | -     |
|                         | Bloco de Esquerda              | 196   | 5,49 / 100,00   | 0,55  |
|                         | CDS – Partido Popular          | 184   | 5,15 / 100,00   | 0,02  |
|                         | Coligação Democrática Unitária | 119   | 3,33 / 100,00   | 1,06  |
|                         | Pessoas–Animais–Natureza       | 111   | 3,11 / 100,00   | -     |
| Votos Inválidos         | Votos Inválidos                | 256   | 7,18 / 100,00   | 5,52  |
| Total                   | Total                          | 3 570 | 100,00 / 100,00 |       |
| Eleitorado/Participação | Eleitorado/Participação        | 6 208 | 57,51 / 100,00  | 3,27  |

#### Regueira de Pontes
| Partido                 | Partido                        | Votos | %               | +/-  |
| ----------------------- | ------------------------------ | ----- | --------------- | ---- |
|                         | Partido Socialista             | 656   | 55,64 / 100,00  | 2,43 |
|                         | PSD-MPT                        | 231   | 19,59 / 100,00  | -    |
|                         | CDS – Partido Popular          | 105   | 8,91 / 100,00   | 3,50 |
|                         | Bloco de Esquerda              | 34    | 2,88 / 100,00   | 0,42 |
|                         | Pessoas–Animais–Natureza       | 33    | 2,80 / 100,00   | -    |
|                         | Coligação Democrática Unitária | 23    | 1,95 / 100,00   | 1,10 |
| Votos Inválidos         | Votos Inválidos                | 97    | 8,22 / 100,00   | 4,81 |
| Total                   | Total                          | 1 179 | 100,00 / 100,00 |      |
| Eleitorado/Participação | Eleitorado/Participação        | 1 895 | 62,22 / 100,00  | 1,67 |

#### Santa Catarina da Serra e Chainça
| Partido                 | Partido                        | Votos | %               | +/-  |
| ----------------------- | ------------------------------ | ----- | --------------- | ---- |
|                         | PSD-MPT                        | 1 518 | 51,88 / 100,00  | -    |
|                         | Partido Socialista             | 732   | 25,02 / 100,00  | 3,15 |
|                         | CDS – Partido Popular          | 340   | 11,62 / 100,00  | 6,04 |
|                         | Pessoas–Animais–Natureza       | 58    | 1,98 / 100,00   | -    |
|                         | Bloco de Esquerda              | 42    | 1,44 / 100,00   | 0,76 |
|                         | Coligação Democrática Unitária | 30    | 1,03 / 100,00   | 0,43 |
| Votos Inválidos         | Votos Inválidos                | 206   | 7,04 / 100,00   | 6,11 |
| Total                   | Total                          | 2 926 | 100,00 / 100,00 |      |
| Eleitorado/Participação | Eleitorado/Participação        | 4 358 | 67,14 / 100,00  | 4,00 |

#### Santa Eufémia e Boa Vista
| Partido                 | Partido                        | Votos | %               | +/-  |
| ----------------------- | ------------------------------ | ----- | --------------- | ---- |
|                         | Partido Socialista             | 1 070 | 48,48 / 100,00  | 9,19 |
|                         | PSD-MPT                        | 645   | 29,23 / 100,00  | -    |
|                         | CDS – Partido Popular          | 200   | 9,06 / 100,00   | 2,71 |
|                         | Bloco de Esquerda              | 60    | 2,72 / 100,00   | 0,99 |
|                         | Pessoas–Animais–Natureza       | 38    | 1,72 / 100,00   | -    |
|                         | Coligação Democrática Unitária | 32    | 1,45 / 100,00   | 0,61 |
| Votos Inválidos         | Votos Inválidos                | 162   | 7,34 / 100,00   | 6,29 |
| Total                   | Total                          | 2 207 | 100,00 / 100,00 |      |
| Eleitorado/Participação | Eleitorado/Participação        | 3 836 | 57,53 / 100,00  | 1,42 |

#### Souto da Carpalhosa e Ortigosa
| Partido                 | Partido                        | Votos | %               | +/-   |
| ----------------------- | ------------------------------ | ----- | --------------- | ----- |
|                         | PSD-MPT                        | 1 239 | 40,14 / 100,00  | -     |
|                         | Partido Socialista             | 1 168 | 37,84 / 100,00  | 12,32 |
|                         | CDS – Partido Popular          | 268   | 8,68 / 100,00   | 0,17  |
|                         | Pessoas–Animais–Natureza       | 84    | 2,72 / 100,00   | -     |
|                         | Bloco de Esquerda              | 55    | 1,78 / 100,00   | 0,97  |
|                         | Coligação Democrática Unitária | 29    | 0,94 / 100,00   | 1,71  |
| Votos Inválidos         | Votos Inválidos                | 244   | 7,91 / 100,00   | 8,54  |
| Total                   | Total                          | 3 087 | 100,00 / 100,00 |       |
| Eleitorado/Participação | Eleitorado/Participação        | 5 246 | 58,84 / 100,00  | 3,64  |

### Juntas de Freguesia

#### Amor
| Partido                 | Partido                        | Votos | %               | +/-  | Mandatos | +/-     |
| ----------------------- | ------------------------------ | ----- | --------------- | ---- | -------- | ------- |
|                         | Partido Socialista             | 920   | 41,84 / 100,00  | 6,53 | 4 / 9    | Estável |
|                         | PSD-MPT                        | 854   | 38,84 / 100,00  | -    | 4 / 9    | -       |
|                         | CDS – Partido Popular          | 187   | 8,50 / 100,00   | 1,84 | 1 / 9    | Estável |
|                         | Coligação Democrática Unitária | 102   | 4,64 / 100,00   | 2,69 | 0 / 9    | Estável |
| Votos Inválidos         | Votos Inválidos                | 136   | 6,19 / 100,00   | 2,69 |          |         |
| Total                   | Total                          | 2 199 | 100,00 / 100,00 |      | 9 / 9    |         |
| Eleitorado/Participação | Eleitorado/Participação        | 4 066 | 54,08 / 100,00  | 3,28 |          |         |

#### Arrabal
| Partido                 | Partido                        | Votos | %               | +/-  | Mandatos | +/- |
| ----------------------- | ------------------------------ | ----- | --------------- | ---- | -------- | --- |
|                         | Partido Socialista             | 791   | 50,29 / 100,00  | 8,97 | 5 / 9    | 1   |
|                         | PSD-CDS                        | 566   | 35,98 / 100,00  | -    | 4 / 9    | -   |
|                         | Coligação Democrática Unitária | 128   | 8,14 / 100,00   | 2,10 | 0 / 9    | 1   |
| Votos Inválidos         | Votos Inválidos                | 88    | 5,59 / 100,00   | 2,98 |          |     |
| Total                   | Total                          | 1 573 | 100,00 / 100,00 |      | 9 / 9    |     |
| Eleitorado/Participação | Eleitorado/Participação        | 2 453 | 64,13 / 100,00  | 7,32 |          |     |

#### Bajouca
| Partido                 | Partido                        | Votos | %               | +/-   | Mandatos | +/- |
| ----------------------- | ------------------------------ | ----- | --------------- | ----- | -------- | --- |
|                         | Partido Socialista             | 636   | 49,23 / 100,00  | 26,42 | 5 / 9    | 3   |
|                         | PSD-MPT                        | 400   | 30,96 / 100,00  | -     | 3 / 9    | -   |
|                         | CDS – Partido Popular          | 178   | 13,78 / 100,00  | 7,06  | 1 / 9    | 1   |
|                         | Coligação Democrática Unitária | 10    | 0,77 / 100,00   | -     | 0 / 9    | -   |
| Votos Inválidos         | Votos Inválidos                | 68    | 5,26 / 100,00   | 2,79  |          |     |
| Total                   | Total                          | 1 292 | 100,00 / 100,00 |       | 9 / 9    |     |
| Eleitorado/Participação | Eleitorado/Participação        | 1 836 | 70,37 / 100,00  | 5,03  |          |     |

#### Bidoeira de Cima
| Partido                 | Partido                        | Votos | %               | +/-  | Mandatos | +/-     |
| ----------------------- | ------------------------------ | ----- | --------------- | ---- | -------- | ------- |
|                         | Partido Socialista             | 621   | 46,52 / 100,00  | 7,92 | 5 / 9    | Estável |
|                         | PSD-CDS                        | 619   | 46,37 / 100,00  | -    | 4 / 9    | -       |
|                         | Coligação Democrática Unitária | 14    | 1,05 / 100,00   | -    | 0 / 9    | -       |
| Votos Inválidos         | Votos Inválidos                | 81    | 6,07 / 100,00   | 0,65 |          |         |
| Total                   | Total                          | 1 335 | 100,00 / 100,00 |      | 9 / 9    |         |
| Eleitorado/Participação | Eleitorado/Participação        | 2 095 | 63,72 / 100,00  | 5,62 |          |         |

#### Caranguejeira
| Partido                 | Partido                        | Votos | %               | +/-  | Mandatos | +/-     |
| ----------------------- | ------------------------------ | ----- | --------------- | ---- | -------- | ------- |
|                         | Partido Socialista             | 1 414 | 50,41 / 100,00  | 0,22 | 5 / 9    | Estável |
|                         | PSD-MPT                        | 1 063 | 37,90 / 100,00  | -    | 4 / 9    | -       |
|                         | CDS – Partido Popular          | 155   | 5,53 / 100,00   | -    | 0 / 9    | -       |
|                         | Coligação Democrática Unitária | 22    | 0,78 / 100,00   | 1,22 | 0 / 9    | Estável |
| Votos Inválidos         | Votos Inválidos                | 151   | 5,38 / 100,00   | 7,36 |          |         |
| Total                   | Total                          | 2 805 | 100,00 / 100,00 |      | 9 / 9    |         |
| Eleitorado/Participação | Eleitorado/Participação        | 4 458 | 62,92 / 100,00  | 6,56 |          |         |

#### Coimbrão
| Partido                 | Partido                        | Votos | %               | +/-  | Mandatos | +/-     |
| ----------------------- | ------------------------------ | ----- | --------------- | ---- | -------- | ------- |
|                         | Partido Socialista             | 444   | 50,11 / 100,00  | 2,32 | 5 / 9    | 1       |
|                         | PSD-CDS                        | 343   | 38,71 / 100,00  | -    | 4 / 9    | -       |
|                         | Coligação Democrática Unitária | 37    | 4,18 / 100,00   | 0,11 | 0 / 9    | Estável |
| Votos Inválidos         | Votos Inválidos                | 62    | 6,99 / 100,00   | 5,53 |          |         |
| Total                   | Total                          | 886   | 100,00 / 100,00 |      | 9 / 9    |         |
| Eleitorado/Participação | Eleitorado/Participação        | 1 715 | 51,66 / 100,00  | 5,28 |          |         |

#### Colmeias e Memória
| Partido                 | Partido                        | Votos | %               | +/-  | Mandatos | +/-     |
| ----------------------- | ------------------------------ | ----- | --------------- | ---- | -------- | ------- |
|                         | Partido Socialista             | 1 151 | 53,84 / 100,00  | 7,13 | 6 / 9    | 1       |
|                         | PSD-MPT                        | 761   | 35,59 / 100,00  | -    | 3 / 9    | -       |
|                         | CDS – Partido Popular          | 100   | 4,68 / 100,00   | 0,37 | 0 / 9    | Estável |
|                         | Coligação Democrática Unitária | 27    | 1,26 / 100,00   | 0,22 | 0 / 9    | Estável |
| Votos Inválidos         | Votos Inválidos                | 99    | 4,63 / 100,00   | 2,27 |          |         |
| Total                   | Total                          | 2 138 | 100,00 / 100,00 |      | 9 / 9    |         |
| Eleitorado/Participação | Eleitorado/Participação        | 4 157 | 51,43 / 100,00  | 3,91 |          |         |

#### Leiria, Pousos, Barreira e Cortes
| Partido                 | Partido                        | Votos  | %               | +/-   | Mandatos | +/-     |
| ----------------------- | ------------------------------ | ------ | --------------- | ----- | -------- | ------- |
|                         | Partido Socialista             | 8 517  | 57,15 / 100,00  | 11,24 | 13 / 19  | 2       |
|                         | PSD-MPT                        | 3 274  | 21,97 / 100,00  | -     | 4 / 19   | -       |
|                         | CDS – Partido Popular          | 900    | 6,04 / 100,00   | 2,06  | 1 / 19   | 1       |
|                         | Bloco de Esquerda              | 760    | 5,10 / 100,00   | 0,34  | 1 / 19   | Estável |
|                         | Coligação Democrática Unitária | 485    | 3,25 / 100,00   | 1,90  | 0 / 19   | 1       |
| Votos Inválidos         | Votos Inválidos                | 968    | 6,50 / 100,00   | 7,80  |          |         |
| Total                   | Total                          | 14 904 | 100,00 / 100,00 |       | 19 / 19  |         |
| Eleitorado/Participação | Eleitorado/Participação        | 28 326 | 52,62 / 100,00  | 5,75  |          |         |

#### Maceira
| Partido                 | Partido                        | Votos | %               | +/-  | Mandatos | +/-     |
| ----------------------- | ------------------------------ | ----- | --------------- | ---- | -------- | ------- |
|                         | Partido Socialista             | 3 016 | 61,66 / 100,00  | 7,49 | 9 / 13   | Estável |
|                         | PSD-CDS                        | 1 342 | 27,44 / 100,00  | -    | 4 / 13   | -       |
|                         | Coligação Democrática Unitária | 155   | 3,17 / 100,00   | 1,33 | 0 / 13   | Estável |
|                         | Bloco de Esquerda              | 142   | 2,90 / 100,00   | 0,21 | 0 / 13   | Estável |
| Votos Inválidos         | Votos Inválidos                | 236   | 4,83 / 100,00   | 4,66 |          |         |
| Total                   | Total                          | 4 891 | 100,00 / 100,00 |      | 13 / 13  |         |
| Eleitorado/Participação | Eleitorado/Participação        | 8 538 | 57,29 / 100,00  | 5,53 |          |         |

#### Marrazes e Barrosa
| Partido                 | Partido                        | Votos  | %               | +/-  | Mandatos | +/-     |
| ----------------------- | ------------------------------ | ------ | --------------- | ---- | -------- | ------- |
|                         | Partido Socialista             | 4 656  | 49,07 / 100,00  | 9,46 | 11 / 19  | 1       |
|                         | PSD-MPT                        | 2 377  | 25,05 / 100,00  | -    | 5 / 19   | -       |
|                         | Bloco de Esquerda              | 584    | 6,15 / 100,00   | 0,68 | 1 / 19   | Estável |
|                         | Coligação Democrática Unitária | 529    | 5,57 / 100,00   | 3,56 | 1 / 19   | 1       |
|                         | CDS – Partido Popular          | 508    | 5,35 / 100,00   | 1,18 | 1 / 19   | Estável |
| Votos Inválidos         | Votos Inválidos                | 835    | 8,80 / 100,00   | 7,85 |          |         |
| Total                   | Total                          | 9 489  | 100,00 / 100,00 |      | 19 / 19  |         |
| Eleitorado/Participação | Eleitorado/Participação        | 21 521 | 44,09 / 100,00  | 4,39 |          |         |

#### Milagres
| Partido                 | Partido                        | Votos | %               | +/-   | Mandatos | +/-     |
| ----------------------- | ------------------------------ | ----- | --------------- | ----- | -------- | ------- |
|                         | Partido Socialista             | 994   | 61,21 / 100,00  | 33,03 | 7 / 9    | 4       |
|                         | PSD-MPT                        | 369   | 22,72 / 100,00  | -     | 2 / 9    | -       |
|                         | CDS – Partido Popular          | 117   | 7,20 / 100,00   | -     | 0 / 9    | -       |
|                         | Coligação Democrática Unitária | 27    | 1,66 / 100,00   | 1,42  | 0 / 9    | Estável |
| Votos Inválidos         | Votos Inválidos                | 117   | 7,21 / 100,00   | 2,95  |          |         |
| Total                   | Total                          | 1 624 | 100,00 / 100,00 |       | 9 / 9    |         |
| Eleitorado/Participação | Eleitorado/Participação        | 2 847 | 57,04 / 100,00  | 9,95  |          |         |

#### Monte Real e Carvide
| Partido                 | Partido                        | Votos | %               | +/-  | Mandatos | +/-     |
| ----------------------- | ------------------------------ | ----- | --------------- | ---- | -------- | ------- |
|                         | Partido Socialista             | 1 518 | 50,79 / 100,00  | 3,35 | 8 / 13   | Estável |
|                         | PSD-MPT                        | 782   | 26,16 / 100,00  | -    | 4 / 13   | -       |
|                         | CDS – Partido Popular          | 359   | 12,01 / 100,00  | 3,97 | 1 / 13   | Estável |
|                         | Coligação Democrática Unitária | 90    | 3,01 / 100,00   | 2,18 | 0 / 13   | Estável |
| Votos Inválidos         | Votos Inválidos                | 240   | 8,03 / 100,00   | 7,01 |          |         |
| Total                   | Total                          | 2 989 | 100,00 / 100,00 |      | 13 / 13  |         |
| Eleitorado/Participação | Eleitorado/Participação        | 5 101 | 58,60 / 100,00  | 7,20 |          |         |

#### Monte Redondo e Carreira
| Partido                 | Partido                        | Votos | %               | +/-  | Mandatos | +/-     |
| ----------------------- | ------------------------------ | ----- | --------------- | ---- | -------- | ------- |
|                         | Partido Socialista             | 1 478 | 50,22 / 100,00  | 9,28 | 6 / 9    | Estável |
|                         | PSD-MPT                        | 969   | 32,93 / 100,00  | -    | 3 / 9    | -       |
|                         | CDS – Partido Popular          | 189   | 6,42 / 100,00   | 1,62 | 0 / 9    | 1       |
|                         | Coligação Democrática Unitária | 110   | 3,74 / 100,00   | 3,16 | 0 / 9    | 1       |
| Votos Inválidos         | Votos Inválidos                | 197   | 6,69 / 100,00   | 7,02 |          |         |
| Total                   | Total                          | 2 943 | 100,00 / 100,00 |      | 9 / 9    | 4       |
| Eleitorado/Participação | Eleitorado/Participação        | 4 936 | 59,62 / 100,00  | 3,87 |          |         |

#### Parceiros e Azoia
| Partido                 | Partido                        | Votos | %               | +/-  | Mandatos | +/-     |
| ----------------------- | ------------------------------ | ----- | --------------- | ---- | -------- | ------- |
|                         | Partido Socialista             | 2 069 | 57,96 / 100,00  | 8,49 | 9 / 13   | 1       |
|                         | PSD-CDS                        | 929   | 26,02 / 100,00  | -    | 4 / 13   | -       |
|                         | Bloco de Esquerda              | 175   | 4,90 / 100,00   | 1,16 | 0 / 13   | Estável |
|                         | Coligação Democrática Unitária | 124   | 3,47 / 100,00   | 0,55 | 0 / 13   | Estável |
| Votos Inválidos         | Votos Inválidos                | 273   | 7,65 / 100,00   | 4,56 |          |         |
| Total                   | Total                          | 3 570 | 100,00 / 100,00 |      | 13 / 13  |         |
| Eleitorado/Participação | Eleitorado/Participação        | 6 208 | 57,51 / 100,00  | 3,27 |          |         |

#### Regueira de Pontes
| Partido                 | Partido                        | Votos | %               | +/-  | Mandatos | +/-     |
| ----------------------- | ------------------------------ | ----- | --------------- | ---- | -------- | ------- |
|                         | Partido Socialista             | 708   | 60,05 / 100,00  | 3,03 | 6 / 9    | Estável |
|                         | PSD-CDS                        | 333   | 28,24 / 100,00  | -    | 3 / 9    | -       |
|                         | Coligação Democrática Unitária | 39    | 3,31 / 100,00   | 0,10 | 0 / 9    | Estável |
| Votos Inválidos         | Votos Inválidos                | 99    | 8,40 / 100,00   | 2,26 |          |         |
| Total                   | Total                          | 1 179 | 100,00 / 100,00 |      | 9 / 9    |         |
| Eleitorado/Participação | Eleitorado/Participação        | 1 895 | 62,22 / 100,00  | 1,67 |          |         |

#### Santa Catarina da Serra e Chainça
| Partido                 | Partido                        | Votos | %               | +/-   | Mandatos | +/- |
| ----------------------- | ------------------------------ | ----- | --------------- | ----- | -------- | --- |
|                         | PSD-CDS                        | 2 346 | 80,18 / 100,00  | -     | 8 / 9    | -   |
|                         | Partido Socialista             | 368   | 12,58 / 100,00  | 20,36 | 1 / 9    | 2   |
|                         | Coligação Democrática Unitária | 32    | 1,09 / 100,00   | -     | 0 / 9    | -   |
| Votos Inválidos         | Votos Inválidos                | 180   | 6,25 / 100,00   | 4,94  |          |     |
| Total                   | Total                          | 2 926 | 100,00 / 100,00 |       | 9 / 9    |     |
| Eleitorado/Participação | Eleitorado/Participação        | 4 358 | 67,14 / 100,00  | 4,02  |          |     |

#### Santa Eufémia e Boa Vista
| Partido                 | Partido                        | Votos | %               | +/-   | Mandatos | +/- |
| ----------------------- | ------------------------------ | ----- | --------------- | ----- | -------- | --- |
|                         | Partido Socialista             | 1 388 | 62,89 / 100,00  | 19,08 | 6 / 9    | 1   |
|                         | PSD-CDS                        | 638   | 28,91 / 100,00  | -     | 3 / 9    | -   |
|                         | Coligação Democrática Unitária | 33    | 1,50 / 100,00   | -     | 0 / 9    | -   |
| Votos Inválidos         | Votos Inválidos                | 148   | 6,71 / 100,00   | 3,21  |          |     |
| Total                   | Total                          | 2 207 | 100,00 / 100,00 |       | 9 / 9    |     |
| Eleitorado/Participação | Eleitorado/Participação        | 3 836 | 57,53 / 100,00  | 1,42  |          |     |

#### Souto da Carpalhosa e Ortigosa
| Partido                 | Partido                        | Votos | %               | +/-   | Mandatos | +/-     |
| ----------------------- | ------------------------------ | ----- | --------------- | ----- | -------- | ------- |
|                         | PSD-MPT                        | 1 488 | 48,20 / 100,00  | -     | 7 / 13   | -       |
|                         | Partido Socialista             | 1 117 | 36,18 / 100,00  | 18,14 | 5 / 13   | 2       |
|                         | CDS – Partido Popular          | 200   | 6,48 / 100,00   | 3,88  | 1 / 13   | Estável |
|                         | Coligação Democrática Unitária | 38    | 1,23 / 100,00   | 0,92  | 0 / 13   | Estável |
| Votos Inválidos         | Votos Inválidos                | 244   | 7,91 / 100,00   | 4,01  |          |         |
| Total                   | Total                          | 3 087 | 100,00 / 100,00 |       | 13 / 13  |         |
| Eleitorado/Participação | Eleitorado/Participação        | 5 246 | 58,84 / 100,00  | 3,64  |          |         |

#### Juntas antes e depois das Eleições
| Freguesia                         | 2013-2017 | 2013-2017                | 2013-2017      | 2017-2021 | 2017-2021          | 2017-2021      |
| --------------------------------- | --------- | ------------------------ | -------------- | --------- | ------------------ | -------------- |
| Amor                              |           | Partido Social Democrata | 38,13 / 100,00 |           | Partido Socialista | 41,84 / 100,00 |
| Arrabal                           |           | Partido Socialista       | 41,32 / 100,00 |           | Partido Socialista | 50,29 / 100,00 |
| Bajouca                           |           | Partido Social Democrata | 48,30 / 100,00 |           | Partido Socialista | 49,23 / 100,00 |
| Bidoeira de Cima                  |           | Partido Socialista       | 54,44 / 100,00 |           | Partido Socialista | 46,52 / 100,00 |
| Caranguejeira                     |           | Partido Socialista       | 50,63 / 100,00 |           | Partido Socialista | 50,41 / 100,00 |
| Coimbrão                          |           | Partido Socialista       | 47,79 / 100,00 |           | Partido Socialista | 50,11 / 100,00 |
| Colmeias e Memória                |           | Partido Socialista       | 46,71 / 100,00 |           | Partido Socialista | 53,84 / 100,00 |
| Leiria, Pousos, Barreira e Cortes |           | Partido Socialista       | 45,91 / 100,00 |           | Partido Socialista | 57,15 / 100,00 |
| Maceira                           |           | Partido Socialista       | 54,17 / 100,00 |           | Partido Socialista | 61,66 / 100,00 |
| Marrazes e Barosa                 |           | Partido Socialista       | 39,61 / 100,00 |           | Partido Socialista | 49,07 / 100,00 |
| Milagres                          |           | Partido Social Democrata | 58,58 / 100,00 |           | Partido Socialista | 61,21 / 100,00 |
| Monte Real e Carvide              |           | Partido Socialista       | 47,44 / 100,00 |           | Partido Socialista | 50,79 / 100,00 |
| Monte Redondo e Carreira          |           | Partido Socialista       | 40,94 / 100,00 |           | Partido Socialista | 50,22 / 100,00 |
| Parceiros e Azoia                 |           | Partido Socialista       | 49,47 / 100,00 |           | Partido Socialista | 57,96 / 100,00 |
| Regueira de Pontes                |           | Partido Socialista       | 57,02 / 100,00 |           | Partido Socialista | 60,05 / 100,00 |
| Santa Catarina da Serra e Chainça |           | Partido Social Democrata | 49,68 / 100,00 |           | PSD-CDS            | 80,18 / 100,00 |
| Santa Eufémia e Boa Vista         |           | Partido Socialista       | 43,81 / 100,00 |           | Partido Socialista | 62,89 / 100,00 |
| Souto da Carpalhosa e Ortigosa    |           | Partido Social Democrata | 57,53 / 100,00 |           | PSD-MPT            | 48,20 / 100,00 |